# Eptingen

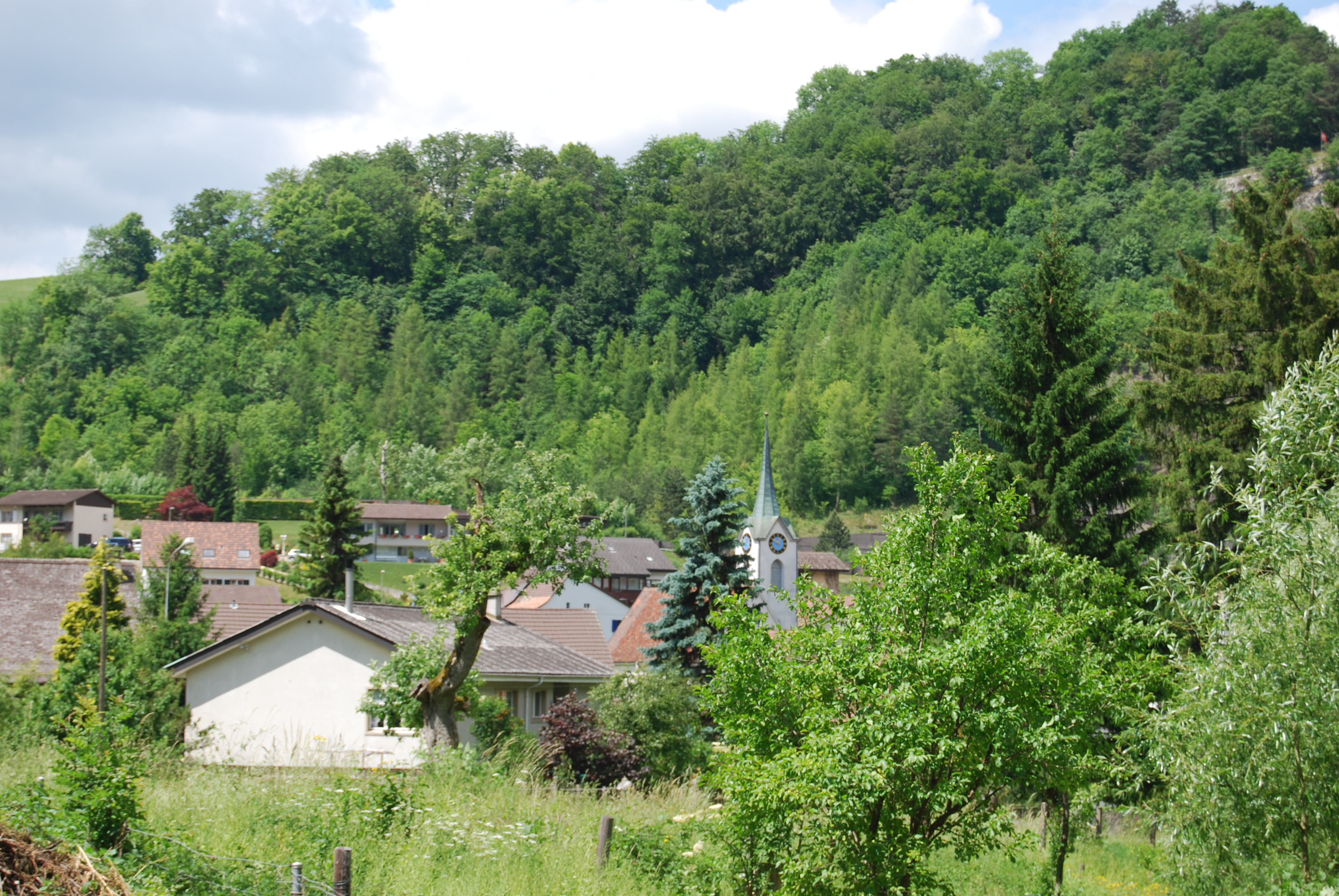
Eptingen

Eptingen is een gemeente en plaats in het Zwitserse kanton Basel-Landschaft, en maakt deel uit van het district Waldenburg.
Eptingen telt 516 inwoners.